# Broomfield, Colorado
Broomfield eller City and County of Broomfield är en stad och county i delstaten Colorado, USA.

## Geografi
Enligt United States Census Bureau har Broomfield en total area på 71,1 km². 70,2 km² av den arean är land och 0,9 km² är vatten.

### Angränsande countyn
- Weld County, Colorado - nordöst
- Adams County, Colorado - sydöst
- Jefferson County, Colorado - sydväst
- Boulder County, Colorado - nordväst